# Gymnorhamphichthys petiti
Gymnorhamphichthys petiti is een straalvinnige vissensoort uit de familie van de Amerikaanse mesalen (Rhamphichthyidae). De wetenschappelijke naam van de soort is voor het eerst geldig gepubliceerd in 1964 door Géry & Vu.